# Gorakhpur (Division)
Die Division Gorakhpur ist eine Division im indischen Bundesstaat Uttar Pradesh. Der Verwaltungssitz befindet sich in der Stadt Gorakhpur.

## Distrikte
Die Division Gorakhpur gliedert sich in vier Distrikte:
| Distrikt    | Verwaltungssitz | Fläche in km² | Einwohner (2011) | Ew./km² |
| ----------- | --------------- | ------------- | ---------------- | ------- |
| Gorakhpur   | Gorakhpur       | 3.321         | 4.440.895        | 1.377   |
| Kushinagar  | Kushinagar      | 2.905         | 3.564.544        | 1.227   |
| Deoria      | Deoria          | 2.540         | 3.100.946        | 1.221   |
| Maharajganj | Maharajganj     | 2.952         | 2.684.703        | 909     |